# Антиопа (дъщеря на Никтей)
Вижте пояснителната страница за други значения на Антиопа.
Антиопа (на старогръцки: Ἀντιόπη, Antiope) в гръцката митология е красивата дъщеря на царя на Тива Никтей и Поликсо.
С нея Зевс създава близнаците Амфион и Зет.
Епопей, царят на Сикион, отвлича красивата Антиопа, която забременява от него. Последва война между Никтей и Епопей, в която двамата са ранени и умират. На смъртното си легло Никтей определил брат си Лик за свой наследник. Лик убива Епопей, завладява Сикион, пленява и завежда Антиопа обратно в Тива. По пътя тя ражда близнаците Амфион и Зет, земните синове на Епопей. От срам от изнасилването, нейните деца са изоставени в планината. Антиопа живее при чичо си и жена му Дирка, която я измъчвала, докато се намесил Зевс и я освободил. При бягството ѝ в планината Антиопа се среща с нейните синове Амфион и Зет без да ги познае. Когато отмъстителната Дирка настигнала Антиопа и накарала близнаците да вържат Антиопа на един бик и да я влачат до смърт, техният баща приемник казал истината за техния произход. Така отново намераната майка е спасена, а лелята е вързана вместо нея за бика.